# Paralía (ort i Grekland, Mellersta Makedonien)
Paralía (Paralia Katerinis) är en ort i Grekland.   Den ligger i prefekturen Nomós Pierías och regionen Mellersta Makedonien, i den norra delen av landet, 270 km norr om huvudstaden Aten. Paralía ligger 3 meter över havet och antalet invånare är 1 801.
Terrängen runt Paralía är platt. Havet är nära Paralía åt sydost.  Närmaste större samhälle är Kateríni, 7,6 km väster om Paralía. 